# Djenna Laroui
Djenna Laroui est une gymnaste artistique française, née le 15 janvier 2005 à Lyon.  
En 2023, elle remporte le titre de championne de France puis elle est remplaçante au sein de l'équipe de France qui remporte la médaille de bronze aux Championnats du monde à Anvers.

## Biographie
Elle débute à l’âge de 6 ans au club de Vénissieux CMOV, près de Lyon, puis au club du Patronage scolaire laïque Montchat. Djenna intègre en septembre 2016 le pôle France de Saint-Étienne, où elle sera notamment entrainée Marie-Angéline Colson puis par Eric Hagard. En 2017, elle obtient sa première sélection avec l’équipe de France Espoir pour un match U13.
En 2019, Djenna Laroui est engagée en équipe de France Junior pour le Top Gym à Charleroi en Belgique. Aux côtés de Lilou Besson, elle gagne la médaille d'argent par équipe ainsi qu'une autre à la poutre.
En juin 2022, la gymnaste remporte la médaille d’argent par équipe à Oran, en Algérie, lors des Jeux méditerranéens. 
Lors du concours général des Championnats de France en juin 2023, Djenna Laroui remporte la médaille d’or en devançant Marine Boyer. Elle ajoute 2 médailles de bronze à son palmarès en finales sol et saut.
En mai 2023, elle remporte la médaille d’argent en barres asymétriques à la Coupe du monde à Varna, en Bulgarie.
Lors du Championnats du monde à Anvers, elle est remplaçante dans l'équipe de France. Après avoir terminé les qualifications à la 7e place, la France remporte la médaille de bronze par équipe, derrière les États-Unis et le Brésil
Le 22 juillet 2024, la Fédération française de gymnastique annonce que Djenna Laroui a été contrôlée positive à la suite d’un contrôle antidopage et par conséquent, suspendue pour une durée de six mois à cinq jours du début des épreuves olympiques de gymnastique des JO de Paris 2024. L’AFLD considère cette faute comme étant mineure tandis que Djenna Laroui affirme qu'elle n’a jamais eu l’intention de se doper mais qu’elle a été « induite en erreur » par une prescription médicale « ambiguë » liée à un traitement pour l'asthme. En décembre 2024, Djenna part s'entrainer à l'INSEP.
Djenna Laroui effectue son retour compétitif aux championnats de France Elite à Agen en avril 2025. Elle y remporte la médaille bronze au concours générale individuel. Djenna repart également avec 2 médailles d'argent aux barres et au saut, ainsi qu'une troisième place au sol.
Aux Championnats d'Europe de gymnastique artistique 2025 à Leipzig, elle remporte la médaille de bronze par équipes.

## Palmarès

### Championnats du monde
- Anvers - 2023
  -  Médaille de bronze au concours général par équipes (comme remplaçante)

### Championnats d'Europe
- Leipzig - 2025
  -  Médaille de bronze au concours général par équipes

### Jeux méditerranéens
- Oran - 2022
  -  médaille d'argent au concours général par équipes

### Championnats de France
- Agen - 2025[10]
  -  Médaille de bronze au concours général individuel
  -  Médaille d'argent aux barres et au saut
  -  Médaille de bronze au sol
- Saint-Brieuc - 2023[5]
  -  Médaille d'or au concours général individuel
  -  Médaille de bronze au saut de cheval
  -  Médaille de bronze au sol